# Club Baloncesto Almansa
Club Baloncesto Almansa, también conocido como Afanion CB Almansa por motivos de patrocinio, fue un club de baloncesto con sede en la ciudad de Almansa (Albacete), en la comunidad autónoma de Castilla-La Mancha.

## Historia
El CB Almansa comenzó su andadura compitiendo en la Liga Provincial, la sexta categoría española, en la temporada 2004-2005, consiguiendo el ascenso a la Primera División Nacional de Baloncesto en la temporada 2009-2010.
En 2017, CB Almansa asciende a la Liga EBA y un año después, el club consigue volver a ascender, esta vez a la Liga Española de Baloncesto Plata. El enorme éxito del club continúa en la temporada 2018-2019, consiguiendo el tercer ascenso consecutivo, promocionando a la Liga Española de Baloncesto Oro, la segunda categoría española de baloncesto.
El CB Almansa jugó en la LEB Oro hasta la temporada 2022-23, cuando renunció a su plaza para volver a jugar en la  LEB Plata. Sin embargo, terminó la temporada 2023-24 descendiendo a la Liga EBA.
En junio de 2024, CB Almansa anunció su disolución debido a sus problemas económicos.

## Instalaciones
El Club Baloncesto Almansa jugaba en el Polideportivo Municipal de Almansa, situado en la Calle San Juan, número 12, con una capacidad de 1200 espectadores y fue construido en 1982.

## Temporadas
| Temporada | Nivel | División        | Pos. | G–P   |
| --------- | ----- | --------------- | ---- | ----- |
| 2004–05   | 6     | Liga Provincial | 5.º  | 14–12 |
| 2005–06   | 6     | Liga Provincial | 2.º  | 18–10 |
| 2006–07   | 6     | Liga Provincial | 4.º  | 17–10 |
| 2007–08   | 6     | Liga Provincial | 8.º  | 14–12 |
| 2008–09   | 6     | Liga Provincial | 6.º  | 13–11 |
| 2009–10   | 6     | Liga Provincial | 1.º  | 16–4  |
| 2010–11   | 5     | 1.ª División    | 8.º  | 12–14 |
| 2011–12   | 5     | 1.ª División    | 12.º | 9–17  |
| 2012–13   | 5     | 1.ª División    | 6.º  | 15–11 |
| 2013–14   | 5     | 1.ª División    | 6.º  | 12–14 |
| 2014–15   | 5     | 1.ª División    | 8.º  | 11–15 |
| 2015–16   | 5     | 1.ª División    | 3.º  | 19–6  |
| 2016–17   | 5     | 1.ª División    | 1.º  | 23–1  |
| 2017–18   | 4     | Liga EBA        | 2.º  | 28–5  |
| 2018–19   | 3     | LEB Plata       | 2.º  | 25–11 |
| 2019-20   | 2     | LEB Oro         | 12.º | 10-14 |
| 2020-21   | 2     | LEB Oro         | 11.º | 12-16 |
| 2021-22   | 2     | LEB Oro         | 14.º | 13-21 |
| 2022-23   | 2     | LEB Oro         | 12.º | 13-21 |
| 2023-24   | 3     | LEB Plata       | 23.º | 10-18 |

## Entrenadores
- 2017-2022  Rubén Perelló
- 2022-2024  Tino Ugidos
- 2024  Luis Fernando Ortiz "Sama"

## Jugadores destacados
| - Thomas Granado - Rowell Graham - Justinas Olechnavicius - Nikola Cvetinović - Rafa Huertas - Nil Brià - Gerard Blat |